# Socket 4
Socket 4生产于1993年，是第一个为早期Pentium处理器设计的CPU插座，Socket 4的工作电压是5V，在Socket 4之后， Intel 在Socket 5中转而使用3.3V电压。Socket 4支持Pentium OverDrive处理器，可以在60MHz主線上使用兩倍倍頻來支援120MHz的Pentium OverDrive